# Djurgården Hockey 2010/2011
Djurgården Hockey gör sin 35:e säsong i Elitserien.

## Försäsong

### European Trophy 2010
Djurgården deltog under försäsongen i European Trophy 2010, med spel i gruppen Division Capital. Turneringen pågick mellan 11 augusti – 5 september.

### Tabell
| Nr | Lag             | SM | V | O | F | ÖTV | ÖTF | STV | STF | GM | IM | MS  | P  |
| -- | --------------- | -- | - | - | - | --- | --- | --- | --- | -- | -- | --- | -- |
| 1. | Eisbären Berlin | 8  | 5 | 1 | 2 | 0   | 0   | 1   | 0   | 30 | 21 | 9   | 17 |
| 2. | Färjestads BK   | 8  | 5 | 0 | 3 | 0   | 0   | 0   | 0   | 27 | 25 | 2   | 15 |
| 3. | Jokerit         | 8  | 4 | 1 | 3 | 1   | 0   | 0   | 0   | 20 | 15 | 5   | 14 |
|    |                 |    |   |   |   |     |     |     |     |    |    |     |    |
| 4. | HC Sparta Prag  | 8  | 4 | 1 | 3 | 0   | 0   | 0   | 1   | 22 | 16 | 6   | 13 |
| 5. | Djurgårdens IF  | 8  | 3 | 2 | 3 | 0   | 0   | 1   | 0   | 23 | 18 | 5   | 12 |
| 6. | Helsingfors IFK | 8  | 4 | 0 | 4 | 0   | 0   | 0   | 0   | 27 | 24 | 3   | 12 |
| 7. | Adler Mannheim  | 8  | 3 | 2 | 3 | 0   | 0   | 0   | 2   | 20 | 24 | -4  | 11 |
| 8. | Linköpings HC   | 8  | 2 | 2 | 4 | 0   | 0   | 1   | 1   | 19 | 26 | -7  | 9  |
| 9. | Vålerenga IF    | 8  | 1 | 1 | 6 | 0   | 0   | 1   | 0   | 20 | 38 | -18 | 5  |

## Ordinarie säsong

### Tabell
|     | Elitserien i ishockey 2010/2011 | SM | V  | O  | F  | ÖTV | ÖTF | GM  | IM  | MS  | P  |
| --- | ------------------------------- | -- | -- | -- | -- | --- | --- | --- | --- | --- | -- |
| 1.  | y – HV71                        | 55 | 24 | 15 | 16 | 9   | 6   | 173 | 143 | +30 | 96 |
| 2.  | x – Färjestads BK               | 55 | 27 | 9  | 19 | 6   | 3   | 154 | 124 | +30 | 96 |
| 3.  | x – Skellefteå AIK              | 55 | 25 | 12 | 18 | 9   | 3   | 173 | 145 | +28 | 96 |
| 4.  | x – Luleå HF                    | 55 | 23 | 11 | 21 | 8   | 3   | 129 | 115 | +14 | 88 |
| 5.  | x – Linköpings HC               | 55 | 22 | 14 | 19 | 5   | 9   | 138 | 118 | +20 | 85 |
| 6.  | x – Djurgårdens IF              | 55 | 22 | 14 | 19 | 4   | 10  | 140 | 139 | +1  | 84 |
| 7.  | x – Brynäs IF                   | 55 | 19 | 16 | 20 | 8   | 8   | 147 | 157 | -10 | 81 |
| 8.  | x – AIK                         | 55 | 20 | 12 | 23 | 4   | 8   | 131 | 151 | -20 | 76 |
|     |                                 |    |    |    |    |     |     |     |     |     |    |
| 9.  | e – Frölunda HC                 | 55 | 19 | 12 | 24 | 5   | 7   | 128 | 158 | -30 | 74 |
| 10. | e – Timrå IK                    | 55 | 17 | 13 | 25 | 9   | 4   | 140 | 165 | -25 | 73 |
|     |                                 |    |    |    |    |     |     |     |     |     |    |
| 11. | r – Södertälje SK               | 55 | 20 | 9  | 26 | 2   | 7   | 132 | 164 | -32 | 71 |
| 12. | r – Modo Hockey                 | 55 | 17 | 13 | 25 | 6   | 7   | 147 | 153 | -6  | 70 |

## Spelarstatistik

### Grundserien

#### Poängligan
Uppdaterad 10 december 2010, efter tjugoåtta spelade omgångar
| Spelare            | SM | M  | A  | P  | +/- | PIM |
| ------------------ | -- | -- | -- | -- | --- | --- |
| Kristofer Ottosson | 28 | 5  | 12 | 17 | -2  | 10  |
| Marcus Krüger      | 26 | 3  | 14 | 17 | +4  | 26  |
| Josef Boumedienne  | 25 | 4  | 12 | 16 | -6  | 47  |
| Mathias Tjärnqvist | 23 | 10 | 4  | 14 | +3  | 12  |
| Andreas Holmqvist  | 27 | 6  | 7  | 13 | +2  | 8   |
| Patrick Cehlin     | 28 | 3  | 10 | 13 | 0   | 8   |
| Staffan Kronwall   | 18 | 4  | 7  | 11 | +3  | 8   |
| Daniel Widing      | 28 | 1  | 10 | 11 | -6  | 14  |
| Jimmie Ölvestad    | 28 | 5  | 5  | 10 | -2  | 31  |
| Mario Kempe        | 28 | 7  | 2  | 9  | -8  | 18  |

#### Målvakter
Uppdaterad 10 december 2010, efter tjugoåtta spelade omgångar
| Spelare           | SM | SMI | SA  | SV  | IM | SO | SV%   | GAA  | TOI      |
| ----------------- | -- | --- | --- | --- | -- | -- | ----- | ---- | -------- |
| Mark Owuya        | 28 | 13  | 395 | 361 | 34 | 1  | 91,39 | 2,80 | 11:40:16 |
| Stefan Ridderwall | 17 | 15  | 380 | 340 | 40 | 0  | 89,47 | 2,75 | 14:27:45 |
|                   |    |     |     |     |    |    |       |      |          |
| Tim Sandberg      | 10 | 3   | 45  | 41  | 4  | 0  | 91,11 | 2,40 | 02:04:25 |
| Marcus Due-Boje   | 1  | 0   | --  | --  | -- | -- | --    | --   | --       |

## Spelare

### Spelartrupp säsongen 2010/2011
Uppdaterad den 10 december 2010
| Målvakter | Målvakter | Målvakter         | Målvakter | Målvakter | Målvakter |       |
| --------- | --------- | ----------------- | --------- | --------- | --------- | ----- |
| Nr        |           | Spelare           | Plockar   | Ålder     | Längd     | Vikt  |
| 1         | Sverige   | Tim Sandberg      | L         | 20 år     | 183 cm    | 83 kg |
| 30        | Sverige   | Mark Owuya        | L         | 20 år     | 187 cm    | 91 kg |
| 39        | Sverige   | Stefan Ridderwall | L         | 22 år     | 188 cm    | 91 kg |

| Backar | Backar  | Backar            | Backar  | Backar | Backar |        |
| ------ | ------- | ----------------- | ------- | ------ | ------ | ------ |
| Nr     |         | Spelare           | Skjuter | Ålder  | Längd  | Vikt   |
| 7      | Sverige | Andreas Holmqvist | R       | 28 år  | 193 cm | 94 kg  |
| 8      | Sverige | Alexander Deilert | R       | 21 år  | 182 cm | 82 kg  |
| 15     | Sverige | Oscar Eklund      | L       | 21 år  | 181 cm | 84 kg  |
| 21     | Danmark | Stefan Lassen     | L       | 24 år  | 190 cm | 90 kg  |
| 24     | Sverige | Staffan Kronwall  | L       | 24 år  | 193 cm | 102 kg |
| 28     | Sverige | Kim Lennhammer    | R       | 19 år  | 191 cm | 84 kg  |
| 55     | Sverige | David Printz      | L       | 29 år  | 193 cm | 100 kg |
| 78     | Sverige | Josef Boumedienne | L       | 32 år  | 186 cm | 93 kg  |

| Forwards | Forwards | Forwards           | Forwards | Forwards | Forwards |       |
| -------- | -------- | ------------------ | -------- | -------- | -------- | ----- |
| Nr       |          | Spelare            | Skjuter  | Ålder    | Längd    | Vikt  |
| 3        | Sverige  | Nils Ekman         | L        | 34 år    | 183 cm   | 84 kg |
| 4        | Sverige  | Marcus Nilson      | L        | 32 år    | 188 cm   | 89 kg |
| 9        | Sverige  | Kristofer Ottosson | L        | 34 år    | 179 cm   | 84 kg |
| 13       | Sverige  | Arvid Strömberg    | L        | 18 år    | 182 cm   | 86 kg |
| 16       | Sverige  | Nichlas Falk       | L        | 39 år    | 182 cm   | 91 kg |
| 17       | Sverige  | Mathias Tjärnqvist | L        | 30 år    | 185 cm   | 92 kg |
| 19       | Sverige  | Jimmie Ölvestad    | L        | 30 år    | 185 cm   | 85 kg |
| 20       | Sverige  | Christian Eklund   | L        | 32 år    | 181 cm   | 86 kg |
| 26       | Sverige  | Tim Eriksson       | L        | 28 år    | 174 cm   | 76 kg |
| 29       | Sverige  | Patrick Cehlin     | R        | 18 år    | 180 cm   | 76 kg |
| 28       | Sverige  | Marcus Krüger      | L        | 19 år    | 182 cm   | 81 kg |
| 34       | Sverige  | Daniel Brodin      | R        | 20 år    | 186 cm   | 78 kg |
| 37       | Sverige  | John Norman        | L        | 19 år    | 180 cm   | 78 kg |
| 41       | Sverige  | Daniel Widing      | R        | 28 år    | 184 cm   | 94 kg |
| 44       | Sverige  | Stefan Söder       | R        | 20 år    | 183 cm   | 80 kg |
| 70       | Sverige  | Mario Kempe        | L        | 21 år    | 183 cm   | 84 kg |

### Transaktioner
| Nyförvärv         | Nyförvärv          | Nyförvärv | Nyförvärv |
| ----------------- | ------------------ | --------- | --------- |
| Spelare           | Tidigare lag       | Kontrakt  | Ref       |
| John Norman       | Djurgården J20     | 2011/2012 | [ 38 ]    |
| Stefan Söder      | Djurgården J20     | 2011/2012 | [ 38 ]    |
| Arvid Strömberg   | Djurgården J20     | 2011/2012 | [ 39 ]    |
| Kim Lennhammer    | Djurgården J20     | 2011/2012 | [ 40 ]    |
| Tim Sandberg      | Djurgården J20     |           | [ 39 ]    |
| Nils Ekman        | SKA St. Petersburg | 2012/2013 | [ 41 ]    |
| Josef Boumedienne | EV Zug             | 2011/2012 | [ 42 ]    |
| Stefan Lassen     | Leksands IF        | 2011/2012 | [ 43 ]    |
| Mario Kempe       | Rögle BK           | 2011/2012 | [ 44 ]    |
| Daniel Widing     | HC Davos           | 2010/2011 | [ 45 ]    |
| Staffan Kronwall  | Abbotsford Heat    | 2010/2011 | [ 46 ]    |

| Förlänger          | Förlänger | Förlänger |
| ------------------ | --------- | --------- |
| Spelare            | Kontrakt  | Ref       |
| Stefan Ridderwall  | 2010/2011 | [ 47 ]    |
| Patrick Cehlin     | 2011/2012 | [ 48 ]    |
| Jacob Josefson     | 2010/2011 | [ 49 ]    |
| Mathias Tjärnqvist | 2010/2011 | [ 49 ]    |
| Nichlas Falk       | 2010/2011 | [ 50 ]    |
| Marcus Nilson      | 2013/2014 | [ 51 ]    |

| Förluster          | Förluster             | Förluster |
| ------------------ | --------------------- | --------- |
| Spelare            | Nytt lag              | Ref       |
| Timmy Pettersson   | Severstal Tjerepovets | [ 52 ]    |
| Henrik Eriksson    | Mora IK               | [ 53 ]    |
| Michael Holmqvist  | Linköpings HC         | [ 54 ]    |
| Nicklas Danielsson | Modo Hockey           | [ 55 ]    |
| Andreas Engqvist   | Montreal Canadiens    | [ 55 ]    |
| Carl Gustafsson    | Rögle BK              | [ 56 ]    |
| Michael Zigomanis  | Toronto Maple Leafs   | [ 57 ]    |
| Gustaf Wesslau     | Columbus Blue Jackets | [ 58 ]    |
| Jacob Josefson     | New Jersey Devils     | [ 59 ]    |
| Kyle Klubertanz    | Montreal Canadiens    | [ 60 ]    |

| Slutar            | Slutar | Slutar |
| ----------------- | ------ | ------ |
| Spelare           | Ref    |        |
| Marcus Ragnarsson | [ 61 ] |        |